# Röykkä
Röykkä est un village du sud de la municipalité de Nurmijärvi, en Finlande, près du lac Sääksjärvi. Il a une population de moins de 2 000 habitants. La Seututie 132 entre Vantaa et Loppi passe par Röykkä. La distance de Röykkä le long de cette route à Klaukkala, le plus grand village de Nurmijärvi, est d'environ 12 kilomètres. Il existe également un chemin de fer entre Hyvinkää et Karis.

## Le sanatorium
Dans la partie nord de Röykkä, il y a un ancien sanatorium de lutte contre la tuberculose connu sous le nom de Sanatorium de Nummela.
L'édifice de style Art nouveau, construit en 1903, est conçu par l'architecte Magnus Schjerfbeck, le frère de l'artiste peintre Helene Schjerfbeck. 
Le sanatorium a été fermé en 1932 et remplacé par un hôpital psychiatrique. 
En 1989, l'hôpital a également fermé ses portes et est désaffecté depuis lors. 
Selon des utilisateurs d'un forum, des rumeurs locales disent que des phénomènes paranormaux ont été observés dans l'hôpital abandonné.
Selon eux, les fenêtres du bâtiment affichent des lumières mystérieuses, et au bord du toit il y a une femme qui se suicide en sautant. Selon une autre rumeur, l'hôpital est hanté par l'esprit d'une fille qui y est décédée à un jeune âge.